# Chenyaohu
Chenyaohu (kinesiska: 陈瑶湖) är en köping i östra Kina. Den ligger i stadsdistriktet Jiao i staden Tongling i provinsen Anhui, omkring 120 kilometer söder om provinshuvudstaden Hefei. Antalet invånare är 42464. Befolkningen består av 20 817 kvinnor och 21 647 män. Barn under 15 år utgör 17,0 %, vuxna 15-64 år 72 %, och äldre över 65 år 9,0 %.